# 須崎正太郎
須崎 正太郎（すざき しょうたろう）は日本のライトノベル作家。福岡県出身、在住。『隠岐島千景の大いなる野望』でデビュー。

## 来歴
第13回スーパーダッシュ小説新人賞に応募したことがきっかけでダッシュエックス文庫からデビュー。
銀行員として勤務した経験があり、デビュー作の『隠岐島千景の大いなる野望　高校生たちが銀行を作り、学校を買収するようです』や、その後の作品『銀行ガール　人口六千人の田舎町で、毎日営業やってます』は当時の知識や経験を活かしたものになっている。
2018年3月には、『戦国商人立志伝』の販売施策の一環として、KADOKAWAのL-エンタメ小説シリーズと提携しクラウドファンディングを用いたプロモーション企画を実行。 クラウドファンディングは成立し、読者サービスの新しい形としてメディアも注目した。
2020年7月、『酒井七馬と手塚治虫』が講談社NOVEL DAYS「大人が楽しめる骨太小説」コンテスト大賞を受賞。

## 作品リスト

### 単行本
- 『隠岐島千景の大いなる野望　高校生たちが銀行を作り、学校を買収するようです。』（ダッシュエックス文庫、イラスト:一葉モカ）
- 『異世界君主生活 ～読書しているだけで国家繁栄～』（ダッシュエックス文庫、イラスト:狐印）
- 『勇者だけど歌唱スキルがゼロなせいで修羅場続きになっている』（角川スニーカー文庫、イラスト:希望つばめ）
- 『童貞を殺す異世界』（ダッシュエックス文庫、イラスト:さくらねこ）
- 『戦国商人立志伝　～転生したのでチートな武器提供や交易の儲けで成り上がる～』（L-エンタメ小説、イラスト:KASEN）
- 『銀行ガール　人口六千人の田舎町で、毎日営業やってます』（メゾン文庫、イラスト:toi8）[4]
- 『恋するカナリアと血獄の日記帳【指風鈴連続殺人事件】』（青燈舎、イラスト:グリコーゲン）
- 『田坂善四郎　戦前に愛媛・佐賀・福岡の地で活動し月賦制度の開祖と呼ばれた伊予商人』（NextPublishing Authors Press）

### 短編
- 『激突！　某中学校図書委員長選挙！！』（「5分で読書 最後はかならず私が勝つ」収録）（カドカワ読書タイム）

### 電子書籍
- 『あの世ですが裁判員裁判を始めました』（キンドル・ダイレクト・パブリッシング、イラスト:碧るいじ）
- 『松平清康』（キンドル・ダイレクト・パブリッシング）
- 『ラノベ作家ですが自作が書籍化すると思ったら、クラウドファンディングもすることになりました』（キンドル・ダイレクト・パブリッシング）
- 『異世界給食』（キンドル・ダイレクト・パブリッシング、イラスト:レンシレンジ）
- 『恋文探偵　阿比留灯也の指先』（キンドル・ダイレクト・パブリッシング）

### ＷＥＢ
- 『酒井七馬と手塚治虫』（tree掲載）[5]
- 『探偵役・黒葛川幸平は名乗らない』（ネオページ掲載）[6]

### 写真提供
- 『福岡市の昭和』（樹林舎）